# 드럼 비트
드럼 비트(drum beat) 또는 드럼 패턴(drum pattern)은 드럼 세트 및 기타 타악기에서 연주되는 리듬 패턴 또는 펄스와 세분화를 통해 미터와 그루브를 설정하는 반복되는 리듬이다. 이러한 "비트"는 여러 음악 비트에 걸쳐 발생하는 여러 드럼 스트로크로 구성되는 반면 "드럼 비트"라는 용어는 현재 펄스보다 더 많거나 적은 시간을 차지할 수 있는 단일 드럼 스트로크를 나타낼 수도 있다. 많은 드럼 비트는 특정 음악 장르를 정의하거나 특징을 나타낸다.
많은 기본 드럼 비트는 베이스(온 비트에서)와 스네어 드럼(오프 비트에서) 스트로크를 번갈아 가며 펄스를 설정하는 동시에 라이드 심벌즈(따라서 이름) 또는 하이햇에서 세분화를 설정한다.

## 같이 보기
- 브레이크 (음악)
- 리듬 섹션